# Líbia a 2008. évi nyári olimpiai játékokon
Líbia a kínai Pekingben megrendezett 2008. évi nyári olimpiai játékok egyik részt vevő nemzete volt. Az országot az olimpián 5 sportágban 7 sportoló képviselte, akik érmet nem szereztek.

## Atlétika
Férfi

| Versenyző           | Versenyszám | Eredmény      | Helyezés      |
| ------------------- | ----------- | ------------- | ------------- |
| Ali Mabrúk ez-Zájdi | Maraton     | nem ért célba | nem ért célba |

Női

| Versenyző | Versenyszám | Előfutam | Előfutam | Előfutam | Elődöntő | Elődöntő | Elődöntő | Döntő   | Döntő    |
| Versenyző | Versenyszám | Idő      | Hely.    | Össz.    | Idő      | Hely.    | Össz.    | Idő     | Helyezés |
| --------- | ----------- | -------- | -------- | -------- | -------- | -------- | -------- | ------- | -------- |
| Gáda Ali  | 400 m       | 1:06,19  | 7.       | 50.      | kiesett  | kiesett  | kiesett  | kiesett | kiesett  |

## Cselgáncs
Férfi

| Versenyző           | Versenyszám  | Selejtező         | 32-es főtábla                  | Nyolcaddöntő      | Negyeddöntő       | Elődöntő          | Vigaszág első kör | Vigaszág negyeddöntő | Vigaszág elődöntő | Bronz- mérkőzés   | Döntő             | Helyezés |
| Versenyző           | Versenyszám  | Ellenfél Eredmény | Ellenfél Eredmény              | Ellenfél Eredmény | Ellenfél Eredmény | Ellenfél Eredmény | Ellenfél Eredmény | Ellenfél Eredmény    | Ellenfél Eredmény | Ellenfél Eredmény | Ellenfél Eredmény | Helyezés |
| ------------------- | ------------ | ----------------- | ------------------------------ | ----------------- | ----------------- | ----------------- | ----------------- | -------------------- | ----------------- | ----------------- | ----------------- | -------- |
| Mohammed Ben Száleh | Félnehézsúly |                   | Hadfi Dániel (HUN) · 0000-1001 | kiesett           | kiesett           | kiesett           |                   |                      |                   |                   |                   | 21.      |

## Kerékpározás

### Országúti kerékpározás
Férfi

| Versenyző       | Versenyszám   | Idő           | Helyezés      |
| --------------- | ------------- | ------------- | ------------- |
| Ahmed Belgászem | Mezőnyverseny | nem ért célba | nem ért célba |

## Taekwondo
Férfi

| Versenyző    | Versenyszám | Nyolcaddöntő                | Negyeddöntő       | Elődöntő          | Vigaszág elődöntő | Bronz- mérkőzés   | Döntő             | Helyezés |
| Versenyző    | Versenyszám | Ellenfél Eredmény           | Ellenfél Eredmény | Ellenfél Eredmény | Ellenfél Eredmény | Ellenfél Eredmény | Ellenfél Eredmény | Helyezés |
| ------------ | ----------- | --------------------------- | ----------------- | ----------------- | ----------------- | ----------------- | ----------------- | -------- |
| Ezedin Tlish | Pehelysúly  | Dmitry Kim (UZB) · kizárták | kiesett           | kiesett           |                   |                   |                   | 9.       |

## Úszás
Férfi

| Versenyző       | Versenyszám | Előfutam | Előfutam | Előfutam | Elődöntő | Elődöntő | Elődöntő | Döntő   | Döntő    |
| Versenyző       | Versenyszám | Idő      | Hely.    | Össz.    | Idő      | Hely.    | Össz.    | Idő     | Helyezés |
| --------------- | ----------- | -------- | -------- | -------- | -------- | -------- | -------- | ------- | -------- |
| Szofján el-Gadi | 100 m gyors | 57,89    | 3.       | 64.      | kiesett  | kiesett  | kiesett  | kiesett | kiesett  |

Női

| Versenyző       | Versenyszám | Előfutam | Előfutam | Előfutam | Elődöntő | Elődöntő | Elődöntő | Döntő   | Döntő    |
| Versenyző       | Versenyszám | Idő      | Hely.    | Össz.    | Idő      | Hely.    | Össz.    | Idő     | Helyezés |
| --------------- | ----------- | -------- | -------- | -------- | -------- | -------- | -------- | ------- | -------- |
| Aszmahán Farhát | 100 m mell  | 1:21,68  | 1.       | 47.      | kiesett  | kiesett  | kiesett  | kiesett | kiesett  |